# NEVER CRY
『NEVER CRY』（ネヴァー・クライ）は、1999年10月1日に発売された高橋克典の13枚目のシングル。

## 解説
織田哲郎とのコラボレーション第1弾は主演映画「サラリーマン金太郎」挿入歌。

## 収録曲
1. NEVER CRY
作詞：松井五郎
作曲：織田哲郎
編曲：明石昌夫
2. 涙の夜の数だけ
作詞・作曲：森重樹一　
編曲：原一博
3. NEVER CRY (inst.)